# Michel Caillaud
Michel Caillaud (10 aprile 1957) è un compositore di scacchi francese.
Nel 1993 è diventato, all'età di 36 anni, il più giovane compositore di scacchi a ricevere dalla PCCC il titolo di Grande Maestro della composizione.
Ha vinto due volte il Campionato del mondo di soluzione: nel 1987 a Graz e nel 2000 a Pola.
Nel 2002 ha ricevuto il titolo di Grande Maestro della soluzione.
Caillaud è uno dei maggiori specialisti dei problemi di retroanalisi; il database online del  PBD Server contiene oltre 500 sue composizioni di questo tipo. In dicembre 2009 ha partecipato a Milano all'incontro problemistico "Sant'Ambrogio 2009". Ha vinto nettamente il torneo di soluzione organizzato per tale occasione, al secondo posto si è classificato il Maestro internazionale italiano Mario Parrinello.